# Hollie Grima
Hollie Grima (16 de dezembro de 1983) é uma basquetebolista profissional australiana, medalhista olímpica.

## Carreira
Hollie Grima integrou a Seleção Australiana de Basquetebol Feminino, em Pequim 2008, conquistando a medalha de prata.